# João Jacques Floriano Álvares
João Jacques Floriano Álvares CvTE (Goa, Goa Sul, Salcete, Margão, 1819 - Macau, São Lourenço, 13 de Maio de 1885) foi um médico português.

## Família
Filho de Gregório Caetano Francisco Álvares (Goa, Goa Sul, Salcete, Margão - ?), de linhagem Brâmane de Primeiro Goankar brasonada de Margão, que recebia de tributo uma libra de ouro, Médico (Carta de 18 de Setembro de 1813), e de sua mulher Ana Rita Colaço, descendente directa por varonia de Anta Poi, Brâmane Gaud Saraswat do século XVI, ambos Goeses católicos.

## Biografia
Médico pela Escola Médico-Cirúrgica de Goa (Carta de 11 de Junho de 1849), Físico da Guarda Policial de Macau e Cirurgião-Ajudante e depois Cirurgião-Mor do Batalhão Nacional de Macau (1872).

### Condecoração
Foi condecorado com o grau de Cavaleiro da Real Ordem Militar da Torre e Espada pelos serviços prestados durante a epidemia de cólera em Macau em 1889.

## Casamento e descendência
Casou em Macau, Sé, a 7 de Junho de 1853 com Ana Maria Brandão Gomes (1833 - Macau, São Lourenço, 11 de Maio de 1912), uma macaense com linhagem goesa, de quem teve doze filhos e filhas. É avô materno de Flávio José Álvares dos Santos.